# Walter Hofmann
Walter Hofmann (Sömmerda, Turíngia, 26 de setembro de 1949) é um canoísta de slalom alemão na modalidade de canoagem.
Foi vencedor da medalha de Ouro em slalom C-2 em Munique 1972, junto com o seu companheiro de equipe Rolf-Dieter Amend.